# محمد السماحي
محمد عبد العزيز السماحي (11 سبتمبر 1967 -) مذيع ومخرج تلفزيوني وملحن مصري.

## حياته ومسيرته
تخرج في كلية العلوم جامعة الإسكندرية عام 1988 ثم التحق بالمعهد العالي للسينما عام 1989، مارس مهنة التأليف الموسيقي والتلحين وقام بوضع العديد من الألحان والأغاني للمسرحيات عمل كمخرج بالتلفزيون المصري وشبكة راديو وتلفزيون العرب، حيث قدم العديد من البرامج الغنائية والثقافية، منها برنامج "أرابسك"، الذي تناول عرض وأرشفة وتقديم نماذج نادرة من التراث الغنائي المصري
هذا بالإضافة إلى مجموعة من البرامج الدرامية للأطفال مع الفنان علاء ولي الدين والفنانة إيناس مكي والفنان عهدي صادق، كما قام بإنتاج وإخراج البرنامج التلفزيوني الشهير لا تحزن للشيخ عائض القرني
وتفرغ بعد ذلك للعمل في مجال الإنتاج الإعلامي وتحديدا في إنتاج وإخراج الأفلام الوثائقية بالإضافة إلى عمله الأساسي في مجال إنشاء وتجهيز القنوات الإذاعية والتلفزيونية.